# Die Rinks
Die Rinks (auch Rink Family, Familie Rink) ist eine Musikgruppe, die sich aus den Mitgliedern der Familie Rink zusammensetzt.

## Geschichte
Bereits in den 1970er Jahren tourten die Eltern als Duo Ute & Friedemann Rink und veröffentlichten Schallplatten. Mit Heranwachsen ihrer fünf Kinder Anna-Kristina (Tina), Lisa, Jana, Alexander und Sebastian entstand in den 1990er Jahren die Familienformation Die Rinks.
Mit Bekanntwerden der Musikerfamilie traten einzelne Mitglieder wie Tina und Lisa in Musik- und Hörspielproduktionen von Helmut Jost und Rolf Zuckowski auf, mit dem die Familie auch insgesamt mehrere Konzerte gab und unter Rolf und seine Freunde gemeinsame Konzeptalben schuf.
Die Schwestern Tina, Lisa und (beim dritten Album) Jana bildeten mit ihrer Cousine Sara Lorenz von 1999 bis 2009 außerdem die Gruppe Sharona.
Heute veranstalten die Rinks Mitmachkonzerte in Kindergärten und bieten Mitmachprojekte für Kinderchöre an.
Seit 2015 existiert das eigene Musiklabel „Wolkentheater“. Unter diesem Label sind die Alben Tanzliederwiese (2015), Das Osterfest (2018) und Wegbegleiter (2019) erschienen.

## Diskografie

### Alben
- Wolkentheater. Pila Music, 1993
- Hier in unsrer Straße. Pila Music, 1997
- Hier kommen die Rinks. Musik für Dich / Polydor, 1998
- Einfach nur so. Musik für Dich / Polydor, 2001

### Konzepte
- Scheine, guter Mond, scheine. Anker Musik, 1996
- Schau, da kommt der Sandmann. Anker Musik, 1997
- Wenn die Sonne schlafen geht. Anker Musik, 1999

### Die Rinks & Freunde
- Alles glitzert. Winterlieder für Kleine und Große. Gerth Medien, 2002
- Erdbeereis und Liegestuhl. Sommerlieder für Kleine und Große. Gerth Medien, 2003
- Flieg mit dem Wind. Herbstlieder für Kleine und Große. Gerth Medien, 2004
- Hallo bunter Schmetterling. Frühlingslieder für Kleine und Große. Gerth Medien, 2006
- Meine bunte Woche. Neue Kindergartenlieder zum Zuhören und Mitsingen. Gerth Medien, 2007
- Die vier Kerzen. Ein Weihnachtsmusical. Gerth Medien, 2008
- Träum was Schönes. Lieder und Geschichten zum Einkuscheln. Gerth Medien 2010
- Tanzliederwiese – 12 traumhafte und tanzbare Lieder. Wolkentheater, 2015
- Glitzerschnee und Flockentanz – 11 Advent- und Winterlieder. Gerth Medien 2016
- Das Osterfest – Minimusical für Kinder mit 11 Liedern rund um das Osterfest. Wolkentheater 2018 / Gerth Medien 2019

### Singles
- Wolkentheater. Musik für Dich / Polydor, Hamburg 1998
- Einfach nur so. Musik für Dich / Polydor, Hamburg 2000 (Auskopplung aus dem Musical Der kleine Tag)
- Einfach nur so. Musik für Dich / Polydor, Hamburg 2000 (Auskopplung aus dem Album Einfach nur so)
- Gib mir deine Hand. Musik für Dich / Polydor, Hamburg 2000 (Auskopplung aus dem Album Einfach nur so)
- Mach was du am besten kannst. Musik für Dich / Polydor, Hamburg 2000 (Auskopplung aus dem Album Einfach nur so)

### Demo
- Jedes Kind ist anders. (1992)

### Compilations
- Was ich am liebsten mag. Anker-Musik, 1999
- Jahreszeiten-Karussell. Gerth Medien, 2008
- Der Mond ist auf gegangen. Musik für junge Träumer Edition Chrismon, 2006
- Ich steh an deiner Krippen hier. Weihnachtslieder für kleine Engel. Edition Chrismon, 2007 (inklusive neuen Titeln)

### Mitwirkung und Gastauftritte
- Rolf Zuckowski präsentiert: Gute Laune, gute Fahrt. Musik für Dich / Polydor, 1998
- Rolf Zuckowski präsentiert: Tiere brauchen Freunde. Musik für Dich / Polydor, 1998 (außerdem mit: Nena, Die Prinzen u. a.)
- Rolf Zuckowski präsentiert: Der kleine Tag. Musik für Dich / Polydor, 1999
- Rolf Zuckowski präsentiert: Nobbi und die Sonnenkinder. Musik für Dich / Polydor, 2004